# لوتشيانو دي باولا
لوتشيانو دي باولا (بالإيطالية: Luciano De Paola)‏ هو لاعب كرة قدم إيطالي، ولد في 30 مايو 1961 في كروتوني في إيطاليا. لعب مع أتالانتا وكوسينزا كالشيو ونادي بريشيا ونادي بيرغوليتزي 1932 ونادي فروسينوني ونادي كالياري ونادي كروتوني ونادي لاتسيو.